# 4光波混合
4光波混合（よんこうはこんごう、英: Four-wave mixing, FWM）とは、非線形光学上の相互変調現象のひとつである。2つもしくは3つの波長が相互作用し、新しく2つもしくは1つの波長が生成される。電気的系における3次のインターセプトポイントと類似している。4光波混合は、標準的電気系における相互変調の歪みと対比することができる。入射光子のエネルギーは保存されるパラメトリック非線形過程である。4光波混合は位相整合条件が満たされるか否かに強く左右される位相に敏感な過程である。

## 機構

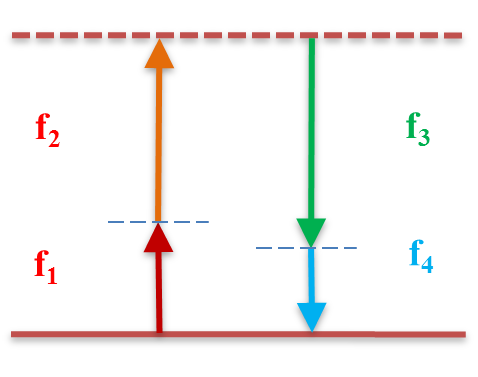
非縮退4光波混合過程のエネルギー準位図。最上位のエネルギー準位は現実の原子準位もしくは分子準位の場合（共鳴4光波混合）も、共鳴条件から大きく外れた仮想準位の場合もある。 この図は4光波混合において相互作用を行う周波数 f_{1}, f_{2}, f_{3}, f_{4}の間の関係を表わしている。

3つの周波数 (f1, f2, f3) が非線形媒質中で相互作用するとき、入射光子の散乱により第4の波長 (f4) を持つ光子が発生する。
入力光の周波数を f1, f2, f3 とすると、非線形系では
{\displaystyle \pm f_{1}\pm f_{2}\pm f_{3}}
の周波数の光が生じる。このうち、システムの性能を最も損うものは次のように計算される。
{\displaystyle f_{ijk}=f_{i}+f_{j}-f_{k},\mathrm {where} \,i,j\neq k}
これは、これらの周波数が入射周波数のどれかと近いためである。
入力信号が3つの場合の計算では 12 の干渉周波数が生成されるが、そのうち3つが元の入射周波数に近い。

## 非縮退4光波混合[1]
4光波混合は2つの周波数しかないときでも発生する。
{\displaystyle f_{0}=f_{1}+f_{1}-f_{2}}
この、3つの要素がカップリングする現象は非縮退4光波混合と呼ばれ、3つの光波の場合と同一の性質を示す。

## 光ファイバー通信における4光波混合の悪影響
4光波混合は、複数の波長の光を同じ時間間隔、チャンネル間隔で送信する光波長多重通信 (WDM) に用いられる光ファイバーにおいて、波長間のチャンネル間隔が狭い場合 (Dense WDM) や信号パワーレベルが高い場合に問題となる。色分散を大きくすると信号のコヒーレンスが失われて、言い換えれば位相整合が失われて4光波混合効果は低減される。WDM システムにおける干渉4光波混合は、チャンネル間クロストークとして知られる。4光波混合はチャンネル間隔を不均等にするか、分散の大きいファイバーを使用することにより回避できる。

## 応用
4光波混合は光位相共役、パラメトリック増幅、スーパーコンティニウム発生、周波数コム発生に基くマイクロ共振器に応用がある。4光波混合に基くパラメトリック増幅器および発振器は3次の非線形性を利用しており、2次の非線形性を用いている通常のパラメトリック発振器とは異なる。